# Bacelarella pavida
Bacelarella pavida är en spindelart som beskrevs av Szüts, Jocque 200. Bacelarella pavida ingår i släktet Bacelarella och familjen hoppspindlar. Inga underarter finns listade.